# Моринда лимонолиста
Моринда лимонолиста, або ноні (Morinda citrifolia) — невелике дерево родини маренових, що походить з Південної Азії і екстенсивно поширене людиною всюди в Південнотихоокеанському регіоні.

## Ботанічний опис

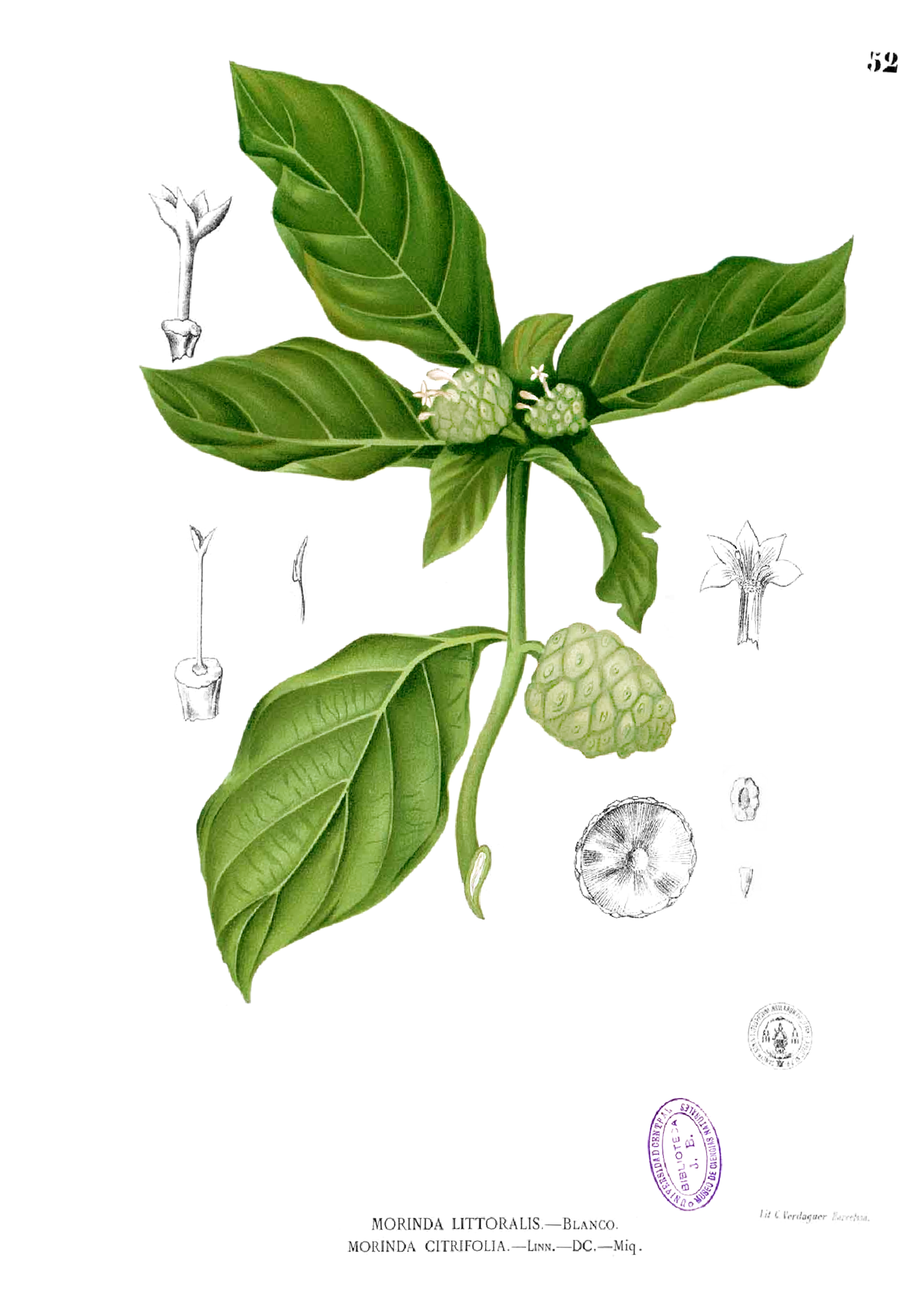
Моринда лимонолиста.

Моринда лимонолиста росте в тінистих лісах і на відкритих скелястих або піщаних берегах. Вона дуже невибаглива і може рости на засолених, вулканічних і вапняних ґрунтах. Рослина виростає до 7 м заввишки, глибина коренів досягає 21 метра, цвіте і плодоносить цілий рік.
Листя темно-зелене, блискуче, глибоко поцятковане прожилками. Квітки маленькі, білі. Плоди овальні, за виглядом нагадують картоплину, 4–7 см завдовжки, містять досить багато дрібного насіння. Недостиглі плоди зеленого кольору, при дозріванні вони стають білими або світло-жовтими, шкірка при цьому стає майже прозорою.
Плід їстівний, але має неприємний гіркуватий смак і різкий запах, схожий на запах зіпсованого цвілого сиру. Тим не менш, ці плоди є на деяких тихоокеанських островах (Фіджі, Самоа, Раротонга) основним продуктом харчування.